# Ласло II Гараи
Ласло II Гараи (венг.  Garai László; ок. 1410—1459) — крупный венгерский магнат, бан Мачвы (1431—1441, 1445—1447), палатин Венгрии (1447—1458).

## Биография
Родился около 1410 года. Старший из двух сыновей Миклоша II Гараи (1367—1433), бана Мачвы (1387—1390, 1393—1394), бана Хорватии и Далмации (1394—1402), бана Славонии (1397—1402), палатина Венгрии (1402—1433). Его матерью была Анны Цилли (1384—1439), дочь графа Германа II фон Цилли (1365—1435) и графини Анны Шаунбер (ок. 1358—1396), сестра Барбары Цилли, второй жены венгерского короля и германского императора Сигизмунда Люксембурга, и двоюродная сестра Анны Цилли, королевы Польши и жены Владислава II Ягелло. Ласло Гараи был впервые упомянут в королевской хартии 1424 года.
Ласло Гараи за свой счёт вооружил собственное войско, с которым воевал против моравских гуситов и турецких отрядов, совершавших грабительские набеги на приграничные венгерские владения.
С 1431 по 1441, и с 1445 по 1447 год Ласло Гараи дважды занимал должность бана Мачвы. В 1447 году он получил титул палатина Венгрии. Во время войны за венгерский престол Ласло Гараи поддерживал кандидатуру Ладислава Постума (1440—1457), младшего сына австрийского герцога и короля Германии, Чехии и Венгрии Альбрехта II и Елизаветы Люксембургской, дочери императора Священной Римской империи Сигизмунда Люксембурга.
После убийства графа Ульриха II Цилли в 1456 году Ласло Гараи вместе с венгерским королём Ладиславом Поступом и Миклошем Уйлаки добился смертной казни для его убийцы Ласло Хуньяди.
В 1457 году после смерти короля Венгрии Ладислава Постума Ласло Гараи заключил 12 января 1458 года соглашения с семьёй Хуньяди, по условиям которого младший брат казнённого Ласло Хуньяди, Матьяш Хуньяди (1443—1490), который в это время находился в плену в Праге, будет коронован новым королём Венгрии, а взамен Матьяш пообещает Ласло Гараи, что не будет добиваться его осуждения за смерть своего старшего брата Ласло. Семья Хуньяди также обязалась женить Матьяша Хуньяди на Анне, дочери Ласло Гараи.
Однако этот брак не состоялся, так как Матьяш Хуньяди был освобождён из-под ареста при дворе чешского короля Йиржи из Подебрад с условием жениться на его дочери Екатерине. По возвращении в Венгрию новый король вскоре отстранил Ласло Гараи от должности палатина, как и многих других причастных к смерти его брата людей. Тогда Ласло Гараи с другими соперниками Матьяша Хуньяди пригласили на помощь императора Священной Римской империи Фридриха III Габсбурга, предложив ему венгерскую корону.
Ласло Гараи скончался в 1459 году, ещё до конфронтации с новым королём Венгрии Матьяшем Хуньяди, а его вдова Александра подписала договор с королём Матьяшем, согласно она с детьми обеспечили себе сохранение имений.

## Семья
Ласло Гараи был женат на княжне Александре Цешинской (1412—1463), дочери силезского князя Болеслава I Цешинского (? — 1431) и Евфимии Мазовецкой (1395/1398 — 1447). У супругов было пять детей:
- Янош (? — до 1459), умер в молодости
- Миклош (? — до 1459), умер молодым
- Анна (ок. 1440 — после 1460), была помолвлена с Матьяшем Хуньяди, но брак не был заключён, потому что Матьяш Хуньяди женился на Екатарине, дочери короля Чехии Йиржи из Подебрад
- Мария (ок. 1440 — после 1457), была помолвлена с Ласло Хуньяди (старшим братом Матьяша), но брак не был заключён из-за казни Ласло Хуньяди
- Йоб (1447—1481), бан Мачвы (1474—1481), последний мужской член рода Гараи.